# Vilhelm Hammershøi
Vilhelm Hammershøi ( pronúnciaⓘ ),  (Copenhague, 15 de maio de 1864 –  Copenhague , 13 de fevereiro de 1916), foi um pintor dinamarquês conhecido por seus retratos e interiores poéticos e suaves.

## Vida

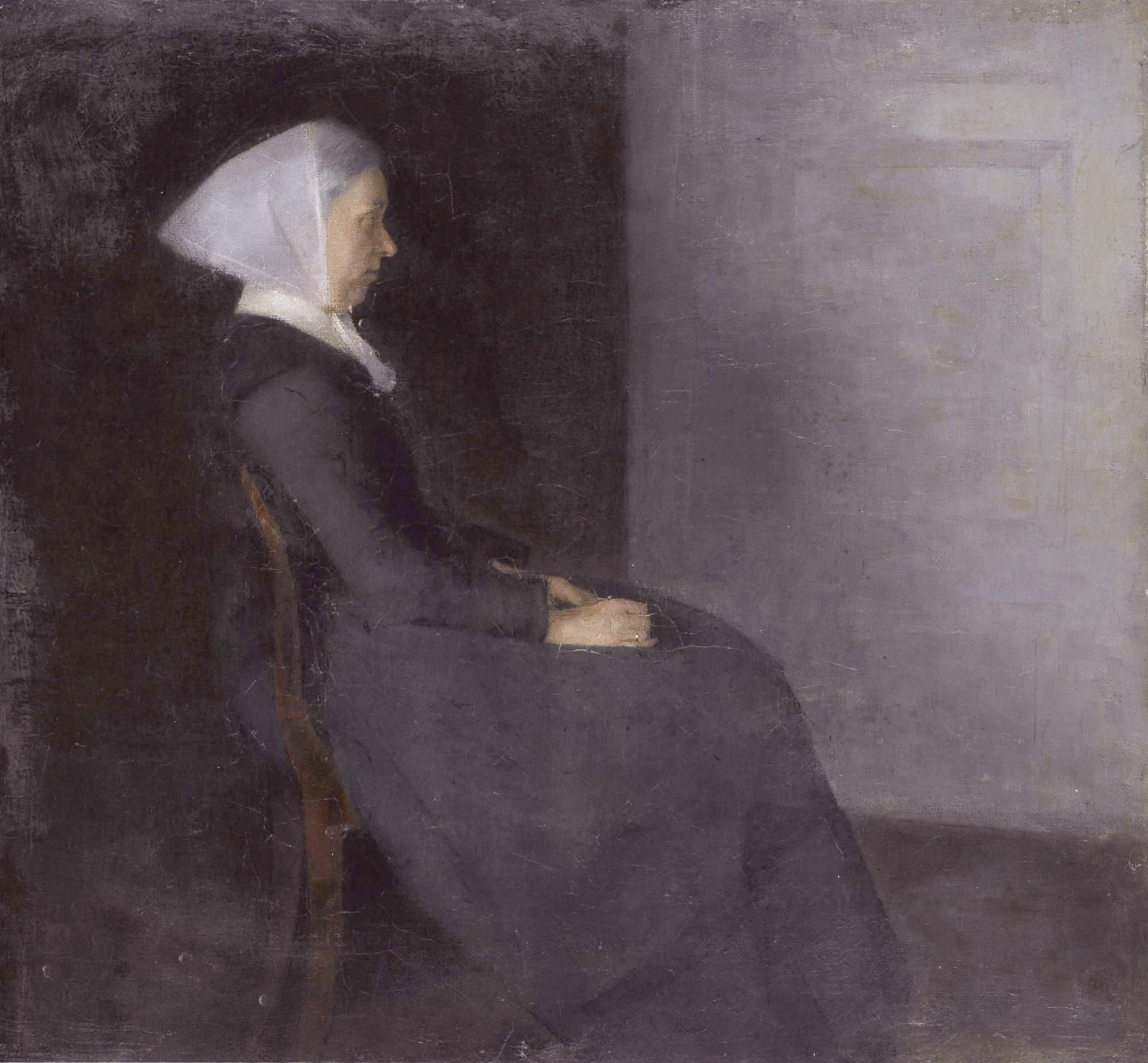
Frederikke Hammershøi, a mãe do artista (1886)

Vilhelm Hammershøi nasceu em 1864 em Copenhague, filho de um comerciante, Christian Hammershøi, e de sua rica esposa, Frederikke (nascida Rentzmann).  Estudou desenho desde os oito anos de idade com Niels Christian Kierkegaard e Holger Grønvold e pintura com Vilhelm Kyhn, antes de embarcar nos estudos com Frederik Vermehren e outros na Real Academia Dinamarquesa de Belas Artes. De 1883 a 1885, estudou com Peder Severin Krøyer nas Escolas de Estudo Independentes, depois estreou na Exposição de Primavera de Charlottenborg em 1885 com Retrato de uma jovem (exibindo sua irmã, Anna). Diz-se que Pierre-Auguste Renoir admirava esta pintura. Hammershøi casou-se com Ida Ilsted em 1891.

## Carreira artística

Praça Amalienborg, Copenhague, 1896

Hammershøi trabalhou principalmente em sua cidade natal, pintando retratos, arquitetura e interiores. Ele também se deslocava para a zona rural nos arredores e além, para pintar colinas, arvoredos, casas de fazenda e outras paisagens. É mais famoso por seus quadros de interiores, muitos dos quais pintou em Copenhague, na Strandgade 30 (onde morou com sua esposa de 1898 a 1909, e na Strandgade 25 (onde moraram de 1913 a 1916). Viajou com frequência pela Europa, achando Londres especialmente atmosférica por fornecer locais para seu trabalho altamente discreto, impregnada como estava na época por uma atmosfera nebulosa e poluída por fumaça de carvão. Seu trabalho foi descrito como " Monet encontra a Camden School".
A esposa de Hammershøi aparece em muitos de seus interiores, muitas vezes retratada de costas. Ida também é modelo em muitos trabalhos semelhantes de seu cunhado, Peter Ilsted. Peter e Vilhelm foram amigos, parceiros de negócios e colegas de longa data. O Metropolitan Museum of Art realizou uma exposição de seus trabalhos coletivos em 2001, e houve uma exposição de seus trabalhos em 2008 na Royal Academy de Londres .

## Técnica

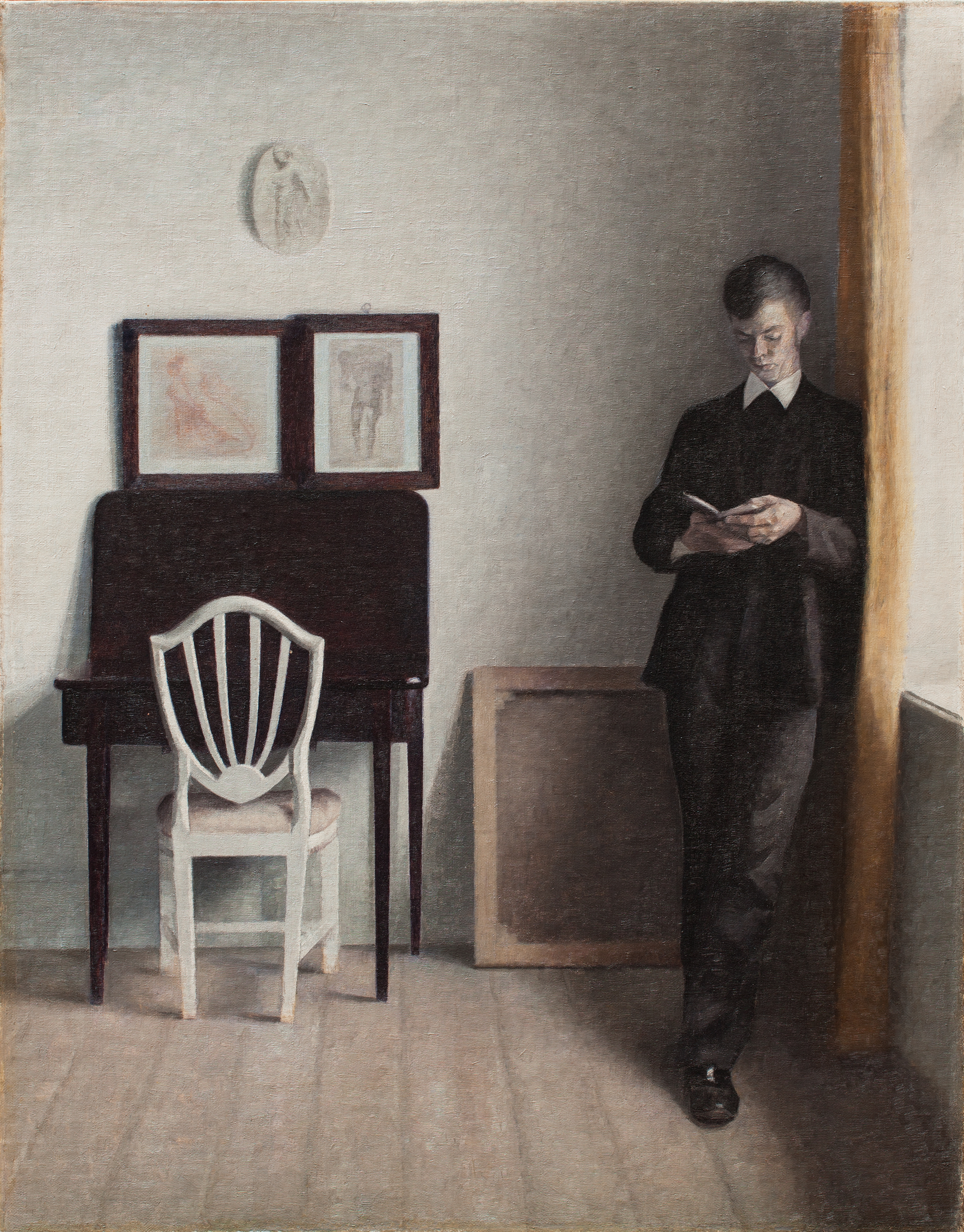
Interior com jovem lendo (1898)

As pinturas de Hammershøi são melhor descritas como de tons suaves. Ele se absteve de empregar cores vivas (exceto em seus primeiros trabalhos acadêmicos), optando sempre por uma paleta limitada composta por cinzas, além de amarelos dessaturados, verdes e outros tons escuros. Seus quadros de interiores, com poucos elementos e figuras afastadas do espectador projetam um ar de leve tensão e mistério, enquanto seus exteriores de grandes edifícios em Copenhague e Londres (ele pintou dois exteriores do Museu Britânico entre 1905 e 1906) são desprovidos de pessoas, uma qualidade que compartilham com suas paisagens.

## Aclamação da crítica
Os primeiros trabalhos de Hammershøi, com a sua simplicidade e registro da "banalidade da vida cotidiana", foram aclamados pela crítica. Ele foi procurado por artistas e figuras literárias da época, entre eles Emil Nolde e Rainer Maria Rilke, que comentaram seu jeito retraído e sua relutância em falar. Após uma viagem a Paris, seu trabalho tornou-se excessivamente detalhado. Segundo o crítico de arte Souren Melikian, sua "habilidade pictórica permaneceu, mas a magia foi perdida".
A visão melancólica de Hammershøi voltou a ocupar lugar na consciência pública. Ele é hoje um dos artistas mais conhecidos da Escandinávia, e retrospectivas abrangentes de seu trabalho foram organizadas pelo Musée d'Orsay em Paris e pelo Museu Guggenheim em Nova York. Em 2008, a Royal Academy de Londres sediou a primeira grande exposição na Grã-Bretanha do trabalho de Hammershøi, Vilhelm Hammershøi: The Poetry of Silence . A única pintura de Hammershøi em exibição constante na Grã-Bretanha é 'Interior' na National Gallery.
Em 1997, a Dinamarca emitiu um selo postal em sua homenagem.[carece de fontes?]

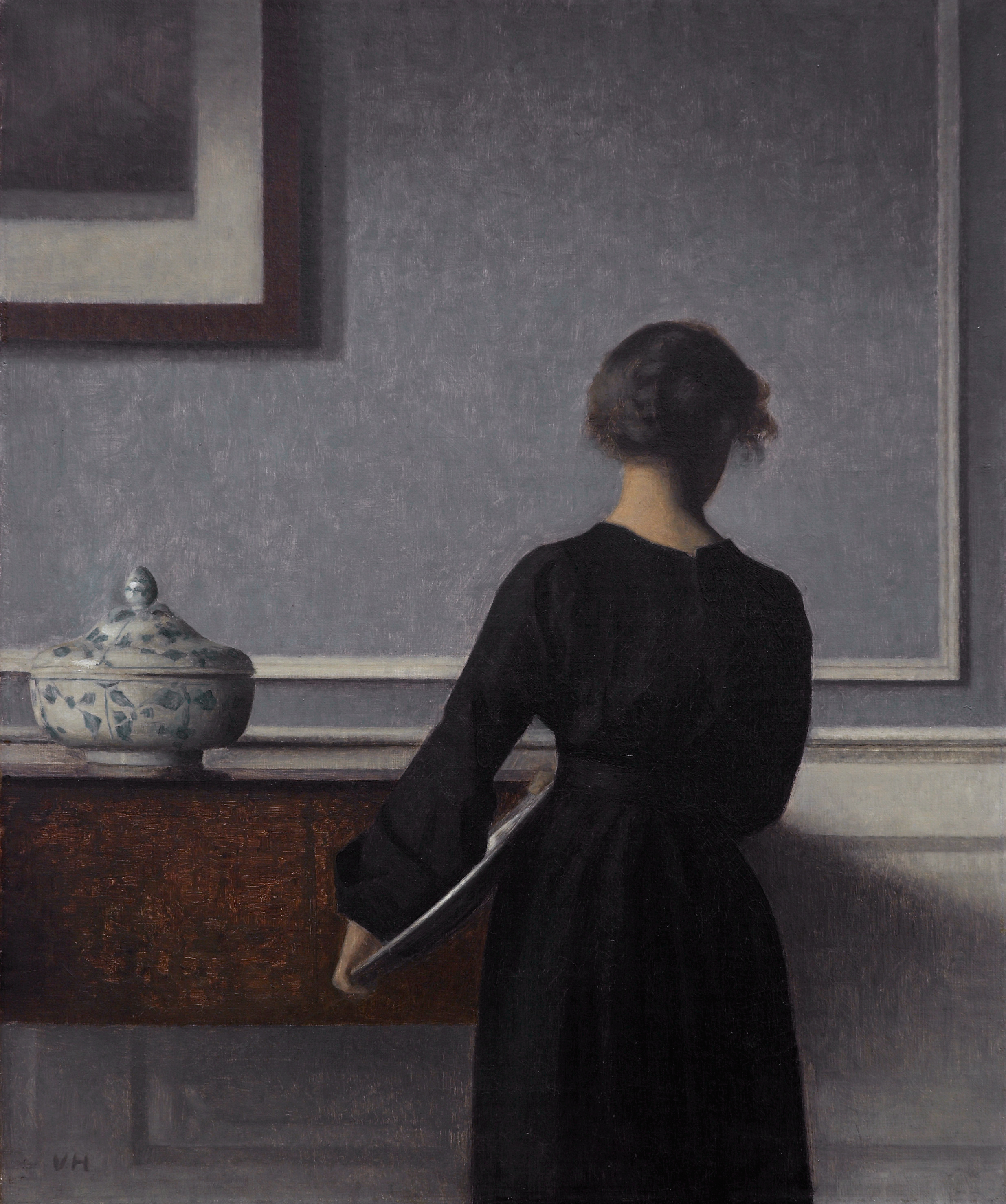
Interior com jovem vista de costas (1904)

## Documentário da BBC
Em 2005, a vida e a obra de Hammershøi foram apresentadas em um documentário de televisão da BBC, Michael Palin and the Mystery of Hammershoi, com o comediante e escritor britânico Michael Palin . No programa, Palin, fascinado por Hammershøi, cujas imagens ele concebeu como tendo uma frieza e distância enigmáticas marcantes, pretende desvendar os mistérios e descobrir o passado de Hammershøi. Palin, querendo saber de suas inspirações e o motivo dessas imagens místicas, inicia sua busca na Hayward Gallery em Londres, vai para Amsterdã e finalmente para Copenhague.

## Leilões

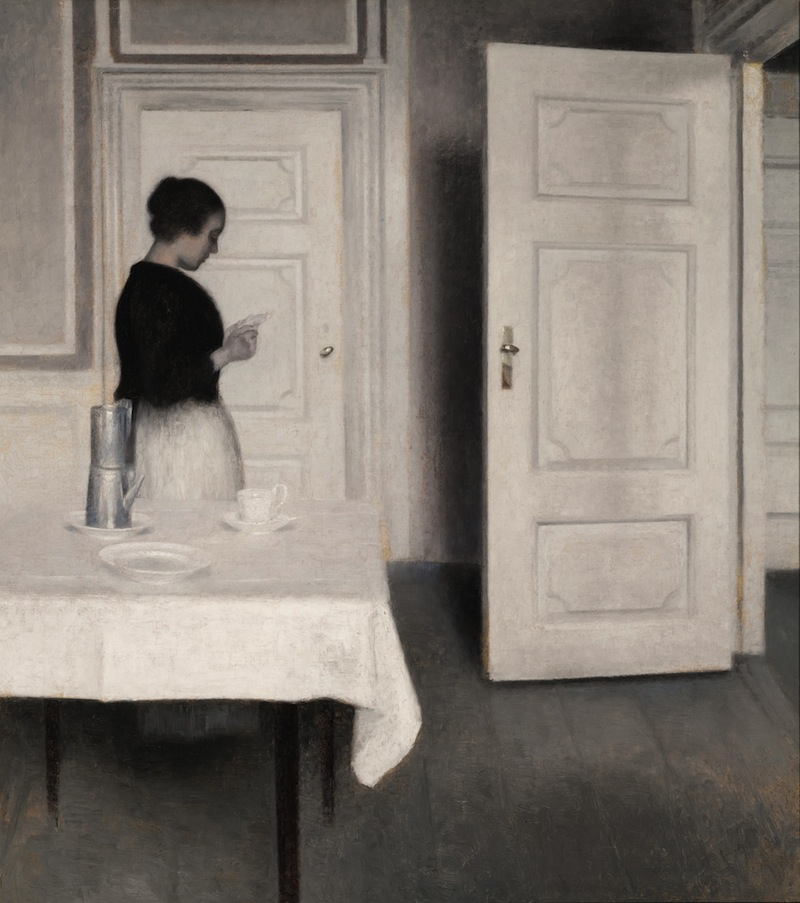
Vilhelm Hammershøi: Ida lendo uma carta

Em junho de 2012, Ida læser et brev (Ida lendo uma carta) de Hammershøi foi leiloado pela Sotheby's em Londres por  1.721.250 libras esterlinas ou 15.747.499 coroas dinamarquesas, um recorde para qualquer obra de arte dinamarquesa. Duas outras pinturas de Hammershøi também foram vendidas no mesmo dia na Sotheby's por preços excepcionalmente altos: Interiør med to lys (Interior com Duas Velas) foi leiloado por DKK 10.110.000 e Ida i interiør (Ida no Interior) por DKK 6.120.000.

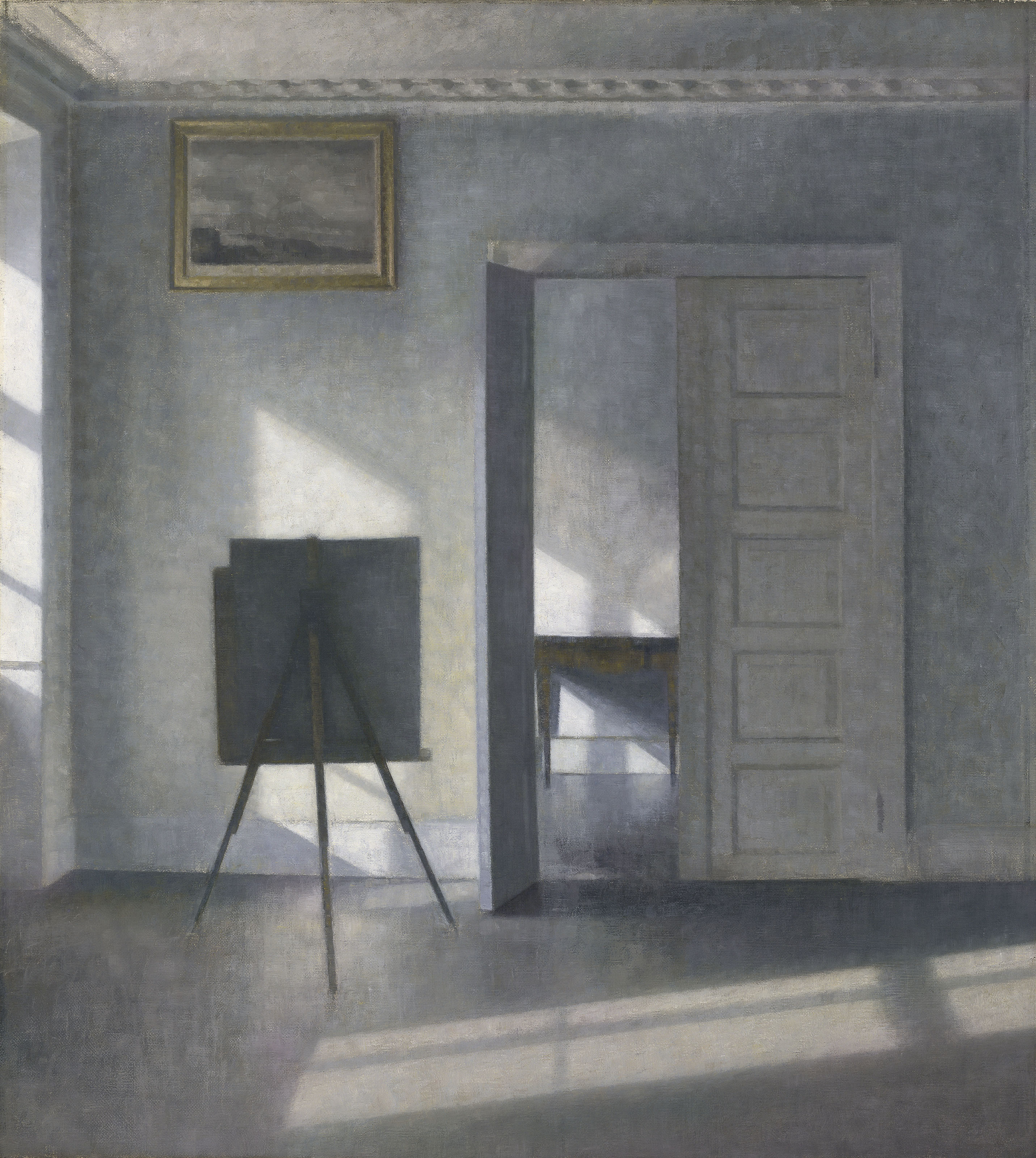
Vilhelm Hammershøi: Interior com cavalete, Bredgade 25

Em dezembro de 2018, após o leilão de arte europeia da Christie's em Nova York, o Museu Getty adquiriu a pintura Interior com cavalete, Bredgade 25 (1912) por US$ 5.037.500.

## Mostras
- Vilhelm Hammershøi: The Poetry of Silence, Royal Academy, Sackler Wing of Galleries, Londres, Reino Unido, 28 de junho a 7 de setembro de 2008[9]
- Vilhelm Hammershøi: The Poetry of Silence, Museu Nacional de Arte Ocidental, Tóquio, Japão (- 7 de novembro de 2008)
- Vilhelm Hammershoi's Paintings at Scandinavia House, Scandinavia House, Nova York[10]
- Painting Tranquility: Masterworks by Vilhelm Hammershøi, Art Gallery of Ontario, Toronto, Canadá, 16 de abril a 3 de julho de 2016[11]